# Movimento climático

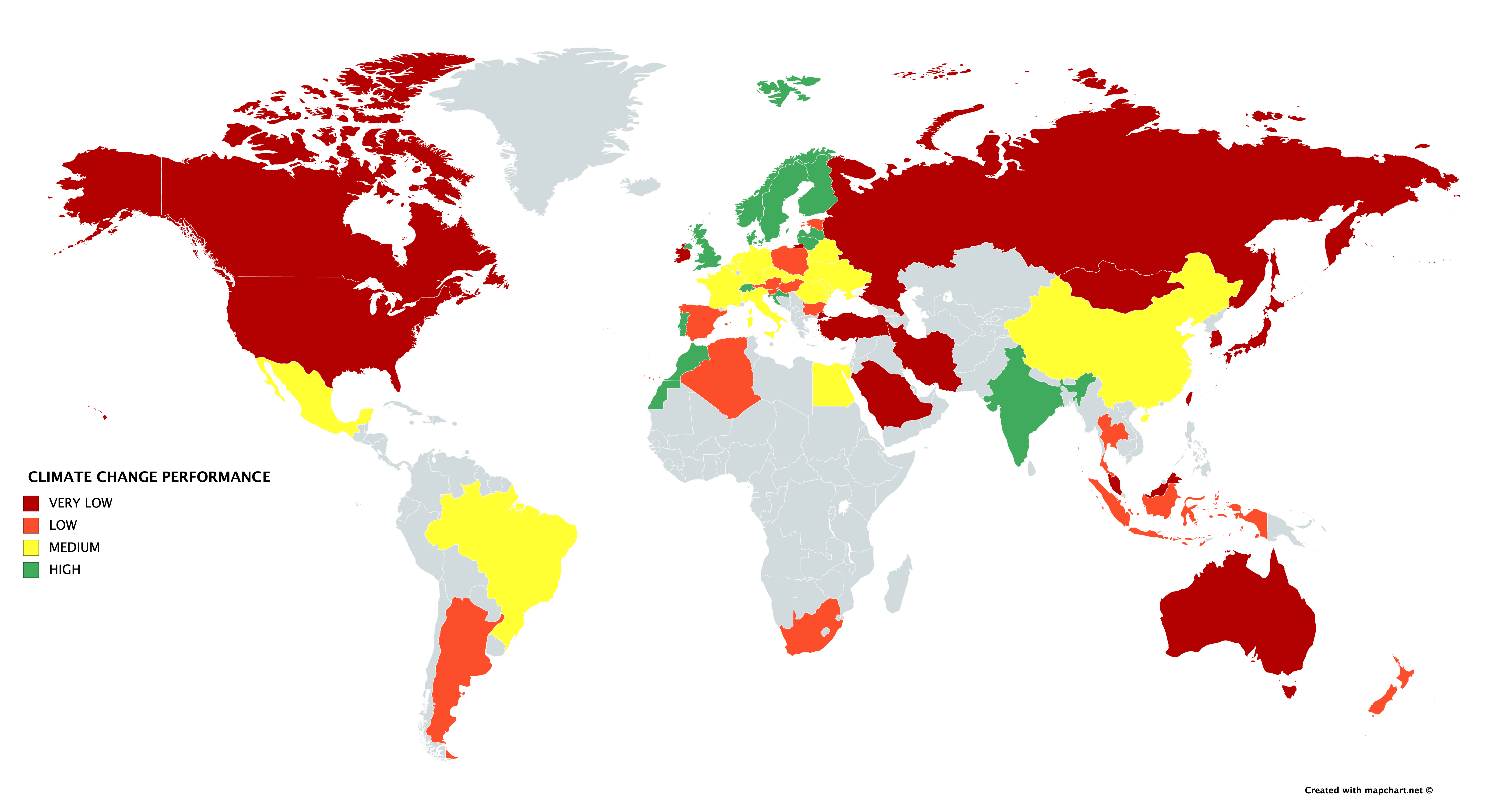
Países por Índice de Desempenho em Mudanças Climáticas

O movimento climático é um movimento social global focado em pressionar governos e indústrias para que tomem medidas (também chamadas de "ação climática") que abordem as causas e os impactos das mudanças climáticas. Organizações ambientais sem fins lucrativos têm se engajado em ativismo climático significativo desde o final dos anos 1980 e início dos anos 1990, enquanto buscavam influenciar a Convenção-Quadro das Nações Unidas sobre a Mudança do Clima (UNFCCC). O ativismo climático tornou-se cada vez mais proeminente ao longo do tempo, ganhando impulso significativo durante a Cúpula de Copenhague de 2009 e particularmente após a assinatura do Acordo de Paris em 2016.
O movimento foi recentemente caracterizado por mobilização em massa e ações de protesto em grande escala, como a Marcha do Povo pelo Clima em 2014 [en], a Marcha Climática Global [en] em 2017 e as greves climáticas de setembro de 2019. O ativismo e envolvimento de jovens desempenhou um papel importante na evolução do movimento após o crescimento das greves Fridays For Future iniciadas por Greta Thunberg em 2019.

## História
O ativismo relacionado às mudanças climáticas começou no final da década de 1980, quando grandes organizações ambientais se envolveram nas discussões sobre o clima, principalmente no âmbito da UNFCCC. Enquanto as organizações ambientais anteriormente se engajavam principalmente em nível doméstico, elas começaram a se engajar cada vez mais em campanhas internacionais. A maior coalizão transnacional de mudança climática, a Climate Action Network, foi fundada em 1992. Seus principais membros incluem Greenpeace, WWF, Oxfam e Amigos da Terra. Climate Justice Now! e Climate Justice Action, duas grandes coalizões, foram fundadas no período que antecedeu a Cúpula de Copenhague de 2009.

### Mobilização para Copenhague em 2009
A Conferência das Nações Unidas sobre Mudanças Climáticas de 2009 em Copenhague foi a primeira cúpula da UNFCCC em que o movimento climático começou a mostrar seu poder de mobilização em grande escala. De acordo com Jennifer Hadden, o número de novas ONGs registradas na UNFCCC aumentou em 2009 na preparação para a cúpula de Copenhague. Entre 40 000 e 100 000 pessoas participaram de uma marcha em Copenhague em 12 de dezembro pedindo um acordo global sobre o clima. O ativismo foi além de Copenhague, com mais de 5 400 comícios e manifestações ao redor do mundo simultaneamente.

## Métodos
Ativistas climáticos são às vezes retratados como radicais perigosos. Radicais e verdadeiramente perigosos são os países que estão aumentando a produção de combustíveis fósseis

António Guterres, Secretário-geral das Nações Unidas, 2022
Estas são várias abordagens que foram usadas no passado por defensores do clima e campanhas de defesa do clima:
- fornecer informações,
- enquadrar informações sobre aspectos da mudança climática global, e
- desafiar os termos dos debates políticos.

Todos esses três métodos foram implementados em campanhas climáticas destinadas ao público em geral. As informações sobre os impactos das mudanças climáticas globais desempenham um papel na formação de crenças, atitudes e comportamentos climáticos, enquanto os efeitos de outras abordagens (por exemplo, fornecimento de informações sobre soluções para as mudanças climáticas globais, enquadramento de consenso, uso de informações mecanicistas) ainda são desconhecidos. A terceira abordagem é criar espaço para discussões que vão além das questões de interesses econômicos que muitas vezes dominam os debates políticos para enfatizar os valores ecológicos e a democracia de base. Argumentou-se que isso é crucial para provocar mudanças estruturais mais significativas. Alguns políticos, como Arnold Schwarzenegger com o slogan “terminate pollution” (acabar com a poluição), dizem que os ativistas devem gerar otimismo, concentrando-se nos cobenefícios da ação climática para a saúde.

### Desobediência climática
A desobediência climática é uma forma de desobediência civil, ação deliberada destinada a criticar a política climática do governo. Em 2008, o ativista climático estadunidense Tim DeChristopher se apresentou como proponente em um leilão de arrendamentos de petróleo e gás do Bureau of Land Management dos EUA de terras públicas em Utah, venceu o leilão, renegou o pagamento e foi preso por 21 meses. Em setembro de 2015, cinco ativistas climáticos conhecidos como Delta 5 obstruíram um trem de petróleo em Everett, Washington. No julgamento, foi permitida aos Delta 5 o estado de necessidade, ou seja, a violação de uma lei a serviço da prevenção de um dano maior. Após o depoimento, o juiz determinou que os fundamentos do estado de necessidade não foram atendidos e instruiu o júri a desconsiderar os depoimentos admitidos sob o estado de necessidade. O Delta 5 foi multado por invasão, mas foi absolvido de acusações mais graves.
O primeiro exemplo de um juiz aceitando o estado de necessidade climática foi em 27 de março de 2018, quando a juíza Mary Ann Driscoll absolveu todos os 13 réus de acusações civis de um protesto realizado em 2016 em Boston, Massachusetts.

### Declaração de estado de emergência
Em novembro de 2021, Greta Thunberg e outros ativistas climáticos começaram a apresentar uma petição às Nações Unidas pedindo que declarasse uma emergência climática global de nível 3. Isso deve levar à criação de uma equipe especial que coordenará a resposta à crise climática em nível internacional. A resposta deve ser pelo menos tão forte quanto a resposta à pandemia de COVID-19.

## Ativismo ambiental público
Esse tipo de ativismo cívico é importante para criar um caminho para uma mudança sistêmica que beneficie o meio ambiente. Esta mudança pode ser auxiliada pelo envolvimento do governo através da elaboração de políticas mais conscientes do meio ambiente e de mudanças abrangentes que serão necessárias para realizar mudanças ambientais substanciais. Diferentes estratégias, ações e sistemas são usados por ativistas ambientais cidadãos com o objetivo de apoiar e, em alguns casos, exigir essas mudanças ambientais. No entanto, existem problemas que esse tipo de ativismo enfrenta. Questões como potencial declínio na favorabilidade e participação em movimentos ambientalistas nos países BRIC, barreiras ao envolvimento e mobilização de cidadãos ambientais e divergência de objetivos entre os movimentos ambientalistas.

### Criando a mudança
O ativismo individual e voluntário não é suficiente para fazer uma diferença substancial em questões proeminentes de mudança climática, mas é para a mudança sistemática. Carol Booth afirma que o dano em "resistir a leis, políticas e programas inadequados garante maior preocupação moral" do que danos individuais por meio de emissões pessoais e ações negativas semelhantes que contribuem para a mudança climática. :412 Para que a redução das emissões, um dos muitos problemas das mudanças climáticas, ocorra em uma escala que tenha efeitos ambientais positivos, será necessária a ação governamental. Em geral, a reforma ambiental é melhor apoiada e avançada pelo ativismo e pelos movimentos. Frederick Buttel teoriza que as razões para isso são que o ativismo e os movimentos ambientais lutam contra os grupos de contramovimento e que garantem a responsabilidade em relação à proteção ambiental.
Os sistemas governamentais podem moldar e restringir o que os ativistas públicos são capazes de fazer, particularmente os sistemas encontrados em países como os Estados Unidos e os países da União Europeia. As restrições vêm de aspectos institucionais dos sistemas de governo que dificultam a produção de legislações e outras mudanças proeminentes que combatem as questões das mudanças climáticas. A progressão da mobilização em alguns casos depende de ativistas encontrarem maneiras de superar as barreiras encontradas nesses sistemas de governo. O público em geral tem influência sobre certos resultados: "...o comportamento cívico latente, as atitudes em relação à sociedade e os padrões históricos de expectativas para o desempenho institucional podem exercer uma influência surpreendentemente importante nos resultados políticos e até econômicos.:33 Ao olhar para a política californiana, por exemplo, verificou-se que a influência do ativismo cívico leva a escolhas sistemáticas favoráveis ao meio ambiente por parte de membros influentes e poderosos, como líderes políticos e comunitários.

### Sistemas e ações no ativismo público

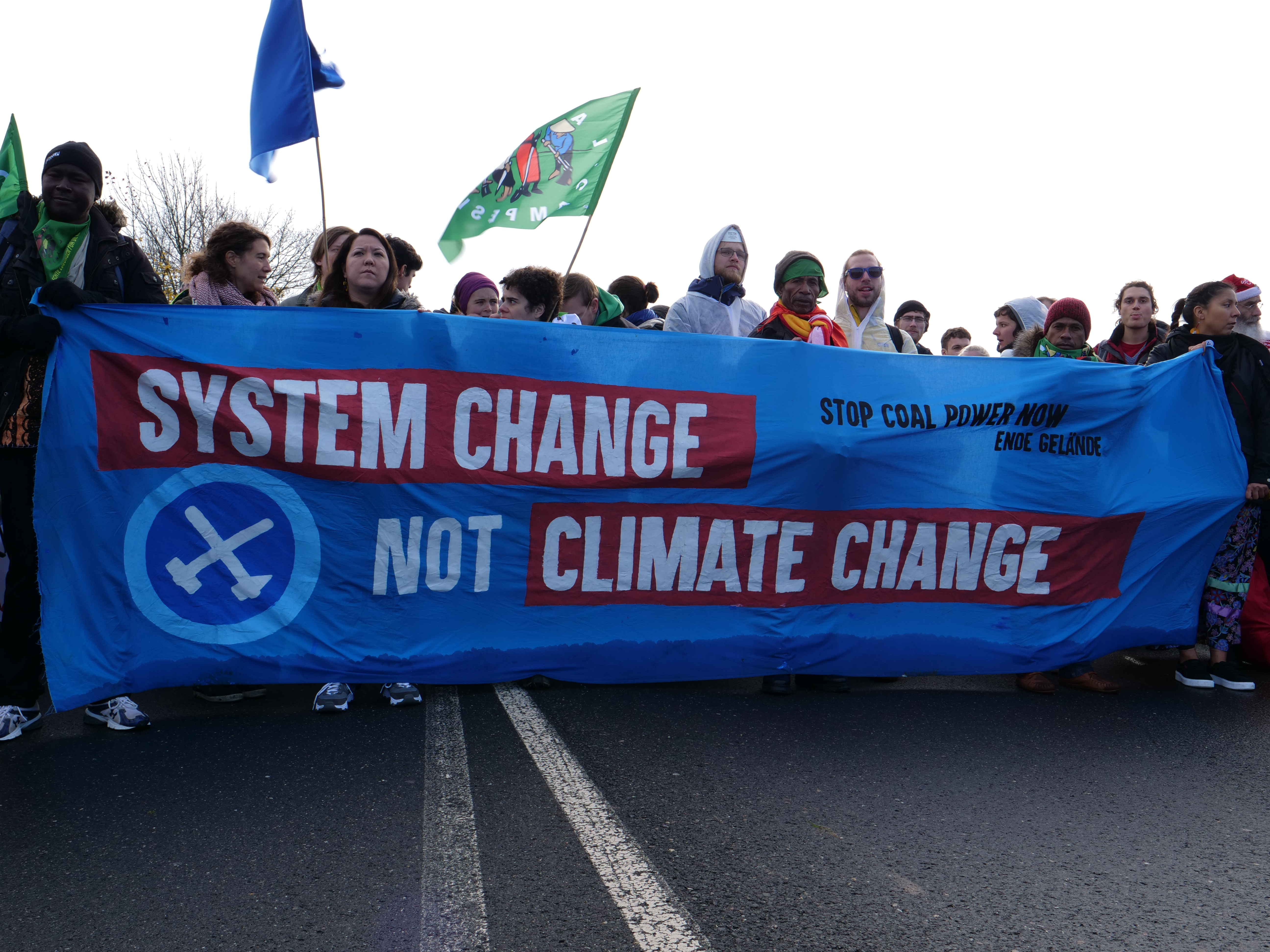
Banner escrito "Mudança de sistema, não climática" na Ende Gelände 2017 na Alemanha

Diferentes estratégias, sistemas e ações são utilizadas no ativismo ambiental público. Certas ações podem estar indisponíveis para diferentes tipos de ativistas públicos dependendo do ponto de vista econômico.
As teorias de Erik Wright sobre transformação social foram usadas para analisar os movimentos ambientais e em parte as ações que esses movimentos tomaram em seu ativismo que se ligaram às "estratégias transformacionais" de Wright. Isso inclui as “estratégias intersticiais”, que são estratégias que tentam alterar ou desafiar o sistema atual, são vistas em ações dos cidadãos como a compra de aparelhos mais eficientes e outras ações de consumo ambientalmente corretas. As "estratégias de ruptura", que "esmagam o sistema atual através do confronto". Estratégias como essas se conectam à prática do movimento ambientalista de realizar protestos e manifestações de resistência. E por último, as "estratégias simbióticas" que são focadas na colaboração através da reforma social, como a promoção e reforma de políticas para priorizar o estado do clima em oposição ao lucro. Outros tipos de estratégias que os ativistas cidadãos adotam são “construção de conscientização, construção de alianças e fundação de rede”. O "comportamento de conservação", a vontade do público de viver estilos de vida ambientalmente mais sustentáveis, tem se tornado cada vez mais popular tanto em democracias desenvolvidas quanto em democracias "em desenvolvimento". Em um exame dos países do BRIC, dos quais ainda são considerados em desenvolvimento, afirma-se que, se o trabalho realizado pelos ambientalistas desses países não for visto como suficiente, os cidadãos podem se encarregar de "transformar seus esforços na adaptação do estilo de vida como uma forma alternativa de contribuição".
A "provisão de ação do cidadão" dos Estados Unidos é um tipo de sistema acessível para uso no ativismo ambiental público. Elas são usadas em muitas das principais leis ambientais dos EUA, são importantes para a fiscalização ambiental e impedem o descumprimento das agências culpadas, bem como demonstram o interesse e a demanda do público. Outro sistema ambiental é o "sistema de reclamação ambiental" da China. Esse sistema recebe denúncias de cidadãos de violações em relação a questões ambientais e é usado normalmente para o público expressar "preocupações e frustrações com problemas ambientais e tem sido bem sucedido em promover a conscientização ambiental e engajar o público". :330 Um estudo sugeriu que "o papel da participação pública depende muito do [sistema] de governança no qual está inserido, e que a canalização do ativismo ambiental para o [governo] pode influenciar significativamente sua eficácia".:326

### Obstáculos
O ativismo público enfrenta desafios devido a diferenças no desenvolvimento econômico, bem como diferenças no governo e na lei. Houve "sinais de declínio da confiança e participação em [organizações] ambientais" nos países BRIC, bem como "barreiras ao envolvimento público e [mobilização] social devido ao monitoramento e censura próximos, principalmente na China e na Rússia. Questões que enfrentam um discurso ambiental de mais longo prazo são sentimentos de despreocupação e desamparo são citadas como obstáculos que os grupos de ativistas públicos enfrentam ao tentar promover mudanças. Além disso, os principais movimentos ambientais estão "cada vez mais sendo desafiados por contramovimentos ambientais".:309 Há também muitos objetivos e lacunas diferentes entre esses tipos de movimentos, bem como barreiras para produzir uma mensagem eficaz e influente para inspirar outras pessoas a promover mudanças. Isso impede que uma mensagem sólida e difundida e um objetivo específico de todos os grupos ambientais seja produzida.

### Perseguição de ativistas
O governo dos Estados Unidos, por meio de seus serviços de inteligência domésticos, atacou, como "terroristas domésticos", ativistas ambientais e organizações de mudanças climáticas, inclusive investigando-os, questionando-os e colocando-os em "listas de vigilância" nacionaiso que torna mais difícil para eles embarcar em aviões e que poderia instigar o monitoramento da aplicação da lei local. Atores desconhecidos também contrataram secretamente hackers profissionais para lançar ataques hackers de phishing contra ativistas climáticos que estavam organizando a campanha #ExxonKnew [en]. Em 16 de setembro de 2022, mais de cinquenta manifestantes climáticos foram presos e presos no Reino Unido por bloquear estradas, com muitos deles passando por audiências judiciais e alguns sendo libertados sob fiança. Alice Reid, porta-voz do grupo Rebels in Prison Support, afirma que muitos desses manifestantes são jovens adultos ativistas sem nenhuma conexão anterior com o sistema judiciário.